# Mentok
Das Mentok ist ein Schwert aus Java.

## Beschreibung
Das Mentok hat eine gebogene, einschneidige Klinge. Die Klinge wird vom Heft zum Ort breiter. Der Klingenrücken und die Schneide verlaufen s-förmig. Die Klingen haben einen leichten Hohlschliff, der ebenfalls s-förmig auf der Klinge verläuft. Die Klingen sind so konstruiert, dass der Schwerpunkt im Ortbereich liegt. Der Ort ist spitz. Das Heft besteht aus Holz oder Horn und hat kein Parier. Das Heft ist rund und im Knaufbereich leicht zur Schneidenseite hin abgebogen. Der Knauf ist kugelförmig gearbeitet. Das Mentok wird von Ethnien aus Java benutzt.